# Бочкарёв, Вадим Сергеевич
Вади́м Серге́евич Бочкарёв (род. 26 сентября 1939 года, Новочеркасск) — советский и российский археолог, историк, культуролог. Доктор honoris causa, почётный профессор Высшей антропологической школы (Молдавия).

## Биография
Окончил историко-филологический факультет Ростовского госуниверситета, где учился в 1957—1962 годах. В 1962—1968 годах — аспирант кафедры археологии истфака ЛГУ.
С 1968 года работает в Институте истории материальной культуры РАН (до 1991 года — ЛОИА АН СССР), ныне старший научный сотрудник Отдела археологии Центральной Азии и Кавказа.
Защита подготовленной под руководством М. И. Артамонова кандидатской диссертации «Металлопроизводство эпохи поздней бронзы Северного Причерноморья» (автореферат 1975 г.) не состоялась из-за сопротивления академика Б. А. Рыбакова.
По воспоминаниям Л. С. Клейна защита прошла успешно, Совет единодушно пришёл к заключению, что можно ходатайствовать перед ВАКом о присуждении докторской степени. Но ВАК не утвердил решение. Так как других предложений Совет не предоставил, а сроки действия документов защиты прошли, было предложено пройти процедуру защиты кандидатской диссертации вторично. От чего Бочкарев отказался (Клейн, 2010, с. 152).
С 1981 года также преподаёт на кафедре археологии СПбГУ (старший преподаватель).
В 1978—1991 гг. возглавлял Кубанскую археологическую экспедицию ЛОИА АН СССР (реконструировано развитие прикубанских культур эпохи бронзы). Разработал ряд учебно-методических комплексов и учебных программ по следующим дисциплинам: «Проблемы культурогенеза и хронологии эпохи бронзы», «Проблемы хронологии в археологии эпохи бронзы Восточной Европы», «Энеолит и бронзовый век», «Археологические источники», различные спецкурсы и спецсеминары и т. д. Сфера научных интересов: общие закономерности культурогенеза, теоретические основы археологии, принципы археологической классификации, хронология евразийских культур эпохи бронзы, металлопроизводство периода поздней бронзы и т. д.
Автор более 70 опубликованных научных работ, в их числе четырёх монографий.

## Основные работы
Библиографию работ В. С. Бочкарёва с 1968 по 2009 г. см. в сборнике «Культурогенез и древнее металлопроизводство Восточной Европы» (СПб, 2010, с. 9-13), составленном из статей и тезисов докладов, опубликованных, большей частью, в труднодоступных в настоящее время изданиях. Список публикаций 2010—2019 гг. см. на исследовательском портале СПбГУ и сайте ИИМК РАН.

### Монографии
- Jung- und spätbronzezeitliche Gußformen im nördlichen Schwarzmeergebiet // Prähistorische Bronzefunde. Abteilung 19: Sonstiges. Band 1. — München: C.H. Beck-Verlag, 1980. — 97 S. (в соавт. с A.M. Leskov).
- Классификация в археологии: Терминологический словарь-справочник. — М.: ИА АН СССР, 1990. — 156 с. (в соавт. c E.М. Колпаковым, И. О. Васкул, Л. Б. Вишняцким, Е. В. Власовой, A.A. Ковалёвым, H.H. Чесноковой, О. В. Шаровым, Л. М. Всевиовом).
- Металлические серпы поздней бронзы Восточной Европы. — Кишинёв: Stratum, 2002. — 348 с. — ISBN 9975-9607-8-2 (в соавт. с В. А. Дергачёвым).
- Волго-Уральский регион в эпоху бронзы // История татар с древнейших времен. Том 1: Народы степной Евразии в древности / Научн. ред. С. Кляшторный. — Казань: Рухият, 2002. — С. 46-68. — ISBN 5-89706-048-7.
- Желобчатые псалии эпохи поздней бронзы евразийских степей // Кони, колесницы и колесничие степей Евразии (коллективная монография). —Екатеринбург; Самара; Донецк, 2010. — С. 292—343 (в соавт. с П. Ф. Кузнецовым).
- Культурогенез и древнее металлопроизводство Восточной Европы. — СПб: ИИМК РАН; Инфо Ол, 2010. — 231 с. — ISBN 978-5-904538-07-1.

### Статьи и тезисы докладов

#### История археологии
- «Система трех веков» // Проблемы культурогенеза и культурного наследия: Сборник статей к 80-летию Вадима Михайловича Массона. — СПб, 2009. — С. 87-101.
- А. А. Спицын и бронзовый век Восточной Европы // Археология Восточно-Европейской степи. Вып. 7. — Саратов, 2009. — С. 247—250.
- Периодизация В. А. Городцова в контексте хронологических исследований европейского бронзового века // Бронзовый век Восточной Европы: характеристика культур, хронология и периодизация. Материалы международной научной конференции «К столетию периодизации В. А. Городцова бронзового века южной половины Восточной Европы». 23-28 апреля 2001 г. — Самара, 2001. — С. 8-10.
- В. И. Равдоникас и революция в советской археологии // Международная конференция, посвященная 100-летию со дня рождения профессора В. И. Равдоникаса. Тезисы докладов. — СПб, 1994. — С. 13-15.

#### Вопросы теории
- К вопросу о системе основных археологических понятий // Предмет и объект археологии и вопросы методики археологических исследований. Материалы симпозиума методологического семинара ЛОИА АН СССР. Апрель 1975 г. — Л., 1975. — С. 34-42.
- К вопросу о структуре археологического исследования // Тезисы докладов сессии, посвященной итогам полевых археологических исследований 1972 г. в СССР. — Ташкент, 1973. — С. 56-60.
- Значение классификации в современной археологии // Российский археологический ежегодник. 2015—2016. № 5-6 / Ред. Л. Б. Вишняцкий. — СПб.: Издательство Государственного Эрмитажа, 2016. — С. 31-35.
- Пространство и время в археологии // Методика археологических исследований и закономерности развития древних обществ. — Ашхабад, 1980. — С. 13-17 (в соавт. с В. А. Трифоновым).

#### Древнее металлопроизводство Восточной Европы
- Волго-уральский очаг культурогенеза эпохи поздней бронзы // Социогенез и культурогенез в историческом аспекте. Материалы методологического семинара ИИМК РАН. — СПб, 1991. — С. 24-27.
- Карпато-дунайский и волго-уральский очаги культурогенеза эпохи бронзы (опыт сравнительной характеристики) // Конвергенция и дивергенция в развитии культур эпохи энеолита — бронзы Средней и Восточной Европы. Материалы конференции 21-25 августа 1995 года. — Саратов; СПб, 1995. — С. 18-29.
- Культурно-историческая ситуация на юге Восточной Европы накануне века железа // Stratum Plus. 2018/3. — С. 207—220. — ISSN: 1608-9057 (в соавт. с М. Т. Кашубой).
- Концептуальные основы хронологии эпохи поздней бронзы // Новые открытия и методологические основы археологической хронологии. Тезисы докладов конференции. — СПб, 1993. — С. 42-43.
- К вопросу о хронологическом соотношении Сейминского и Турбинского могильников // Проблемы археологии Поднепровья. Вып. 3. — Днепропетровск, 1986. — С. 78-111.
- Этапы развития металлопроизводства эпохи поздней бронзы на юге Восточной Европы // Stratum Plus. 2017/2. — С. 159—204. — ISSN: 1608-9057.
- К вопросу об использовании металлических серпов и серповидных орудий в степных (скотоводческих) культурах эпохи поздней бронзы Восточной Европы // Российский археологический ежегодник. 2012. № 2 / Ред. Л. Б. Вишняцкий. — СПб: Изд-во С.-Петерб. ун-та, 2012. — С. 194—214.
- Прорезные наконечники копий эпохи поздней бронзы Восточной Европы и сопредельных территорий // Stratum Plus. 2019/2. — С. 167—222. — ISSN: 1608-9057 (в соавт. с И. Т. Тутаевой).